# Министерство иностранных дел Республики Корея
Министерство иностранных дел  (кор. 외교부?, 外交部?, вегёбу) отвечает за дипломатию в отношении Республики Корея, а также за решение вопросов касательно внешней торговли и вопросов, связанных гражданами Кореи за рубежом. Оно было создано 17 июля 1948 года. До 1998 года министерство называлось Министерством иностранных дел; расширив свою юрисдикцию в сфере торговли, и стало называться Министерством иностранных дел и торговли. Однако в 2013 ему было возвращено прежнее название. Министерство располагается в Сеуле в Чонногу.

## Список министров
| Республика | № п/п | Фото | Имя (годы жизни)                | Срок полномочий                   |
| ---------- | ----- | ---- | ------------------------------- | --------------------------------- |
| Первая     | 1     |      | Чан Тхэк Сан 장택상 (1893–1969) | 15 августа 1948 — 24 декабря 1948 |
| Первая     | 2     |      | Им Пён Джик 임병직 (1893–1976)  | 25 декабря 1948 — 15 апреля 1951  |
| Первая     | 3     |      | Пён Ён Тхэ 변영태 (1892–1969)   | 16 апреля 1951 — 28 июля 1955     |
| Первая     | 4     |      | Чо Чон Хван 조정환 (1893–1976)  | 29 июля 1955 — 21 декабря 1959    |
| Первая     | и. о. |      | Чхве Гю Ха 최규하 (1919–2006)   | 22 декабря 1959 — 24 апреля 1960  |
| Вторая     | 5     |      | Хо Чон 허정(1896–1988)          | 25 апреля 1960 — 19 августа 1960  |
| Вторая     | 6     |      | Чон Иль Хён 정일형 (1904–1982)  | 23 августа 1960 — 20 мая 1961     |
| Третья     | 7     |      | Ким Хонъиль 김홍일 (1898–1980)  | 21 мая 1961— 21 июля 1961         |
| Третья     | 8     |      | Сон Ю Чан 송요찬 (1918–1980)    | 22 июля 1961— 10 октября 1961     |
| Третья     | 9     |      | Чхве Док Син 최덕신 (1914–1989) | 11 октября 1961 — 15 марта 1963   |
| Третья     | 10    |      | Ким Ён Сик 김용식 (1913–1995)   | 16 марта 1963 — 16 декабря 1963   |
| Третья     | 11    |      | Чон Иль Гвон 정일권 (1917–1994) | 17 декабря 1963 — 24 июля 1964    |
| Третья     | 12    |      | Ли Тон Вон 이동원 (1926–2006)   | 25 июля 1964 — 26 декабря 1966    |
| Третья     | (11)  |      | Чон Иль Гвон 정일권 (1917–1994) | 27 декабря 1966 — 29 июня 1967    |
| Третья     | 13    |      | Чхве Гю Ха 최규하 (1919–2006)   | 30 июня 1967 — 3 июня 1971        |
| Третья     | (10)  |      | Ким Ён Сик 김용식 (1913–1995)   | 4 июня 1971 — 2 декабря 1973      |
| Четвёртая  | 14    |      | Ким Дон Джо 김동조 (1918–2004)  | 3 декабря 1973 — 18 декабря 1975  |
| Четвёртая  | 15    |      | Пак Дон Джин 박동진 (1922–2013) | 19 декабря 1975 — 1 сентября 1980 |
| Пятая      | 16    |      | Но Син Ён 노신영 (1930–2019)    | 2 сентября 1980 — 1 июня 1982     |
| Пятая      | 17    |      | Ли Бом Сок 이범석 (1925–1983)   | 2 июня 1982 — 9 октября 1983      |
| Пятая      | 18    |      | Ли Вон Гён 이원경 (1922–2007)   | 10 октября 1983 — 26 августа 1986 |
| Пятая      | 19    |      | Чхве Кван Су 최광수 (1935–2021) | 27 августа 1986 — 5 декабря 1988  |
| Шестая     | 20    |      | Чхве Хо Джун 최호중 (1930–2015) | 5 декабря 1988 — 27 декабря 1990  |
| Шестая     | 21    |      | Ли Сан Ок 이상옥 (1934–2023)    | 27 декабря 1990 — 26 февраля 1993 |
| Шестая     | 22    |      | Хан Сон Чжу 한승주 (род. 1940)  | 26 февраля 1993 — 24 декабря 1994 |
| Шестая     | 23    |      | Гон Ро Мён 공로명 (род. 1932)   | 24 декабря 1994 — 7 ноября 1996   |
| Шестая     | 24    |      | Ю Чон Ха 유종하 (род. 1936)     | 7 ноября 1996 — 3 марта 1998      |
| Шестая     | 25    |      | Пак Чон Су 박정수 (1932–2003)   | 3 марта 1988 — 4 августа 1998     |
| Шестая     | 26    |      | Хон Сун Ён 홍순영 (1937–2014)   | 4 августа 1998 — 14 января 2000   |
| Шестая     | 27    |      | Ли Чжун Бин 이정빈 (род. 1937)  | 14 января 2000 — 26 марта 2001    |
| Шестая     | 28    |      | Хан Сынсу 한승수 (род. 1936)    | 26 марта 2001 — 2 февраля 2002    |
| Шестая     | 29    |      | Чхве Сон Хон 최성홍 (род. 1938) | 2 февраля 2002 — 27 февраля 2003  |
| Шестая     | 30    |      | Юн Ён Кван 윤영관 (род. 1951)   | 27 февраля 2003 — 17 января 2004  |
| Шестая     | 31    |      | Пан Ги Мун 반기문 (род. 1944)   | 17 февраля 2004 — 10 ноября 2006  |
| Шестая     | 32    |      | Сон Мин Сун 송민순 (род. 1948)  | 10 ноября 2006 — 29 февраля 2008  |
| Шестая     | 33    |      | Ю Мён Хван 유명환 (род. 1948)   | 29 февраля 2008 — 8 сентября 2010 |
| Шестая     | 34    |      | Ким Сон Хван 김성환 (род. 1953) | 8 октября 2010 — 11 марта 2013    |
| Шестая     | 35    |      | Юн Бёнсе 윤병세 (род. 1953)     | 11 марта 2013 — 18 июня 2017      |
| Шестая     | 36    |      | Кан Гён Хва 강경화 (род. 1965)  | 18 июня 2017 — 8 февраля 2021     |
| Шестая     | 37    |      | Чун Ый Ён 정의용 (род. 1946)    | 9 февраля 2021 года — 12 мая 2022 |
| Шестая     | 38    |      | Пак Джин 박진 (род. 1956)       | 12 мая 2022 — 10 января 2024      |
| Шестая     | 39    |      | Чо Тэ Юль 조태열 (род. 1955)    | 11 января 2024 — н. в.            |